# Heußlein von Eußenheim

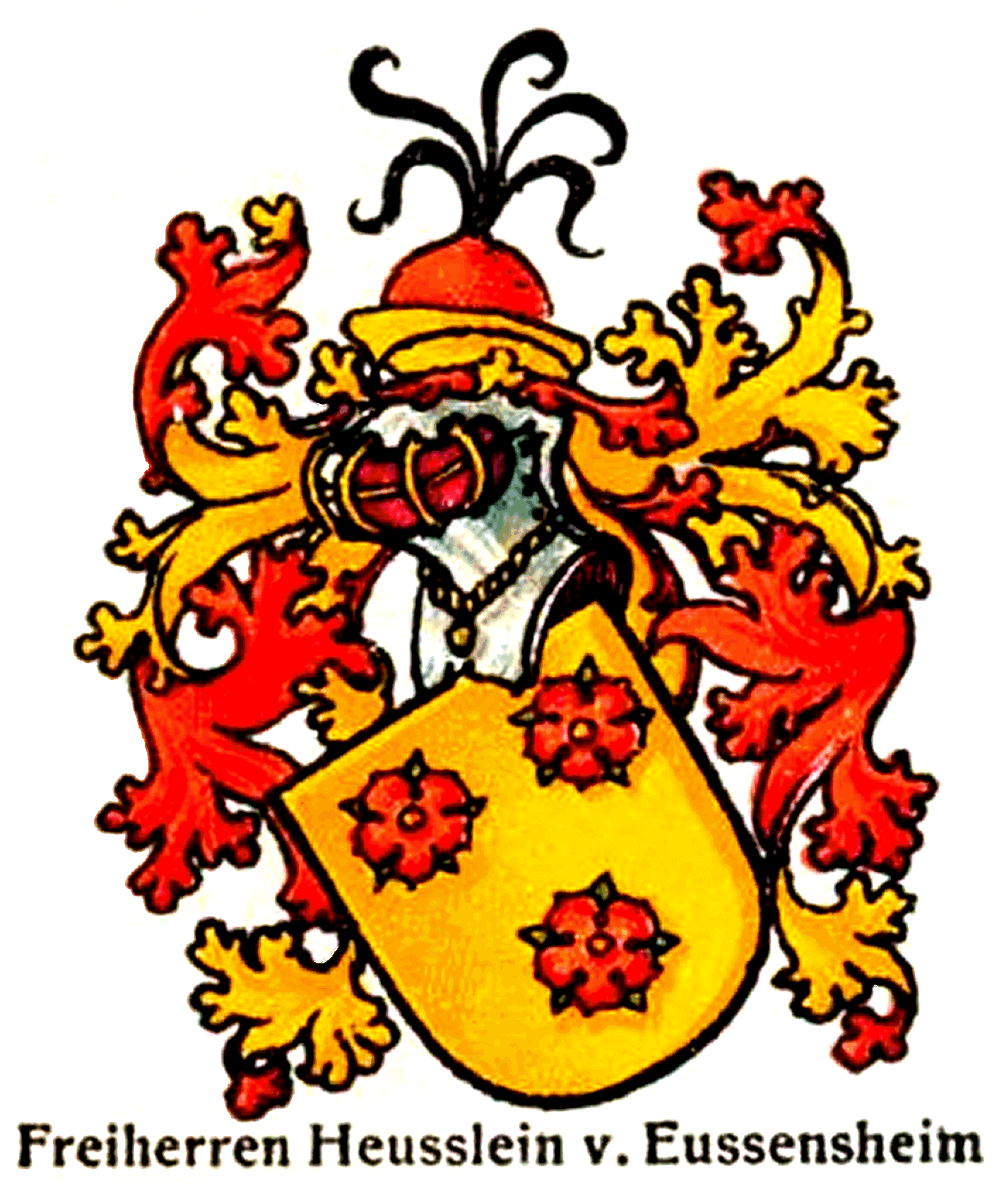
Wappen der Heusslein von Eussenheim

Heußlein von Eußenheim ist der Name eines alten unterfränkischen Adelsgeschlechts.

## Namensführung
Die Namensführung wechselt zwischen z. B. „Heußlein von Eußenheim“, Heusslein von Eussenheim, Heusslein von Eußenheim oder Heuslein von Eysenheim (siehe Wappen-Abbildung von 1734) und Freiherr von Heusslein Eußenheim (siehe Abbildung).

## Geschichte
Die Heußlein von Eußenheim sind Ministeriale des Hochstifts Würzburg, die von Herolt Huzelin, Ministerialer des Bischofs Hermann und 1231 urkundlich genannt, abstammen. Nach dem seit 1303 bezeugten Burglehen Uzzenheim (Eußenheim an der Wern) nahm die Familie ihren Beinamen an und gehörte seit dem 16. Jahrhundert zur fränkischen Reichsritterschaft, Kanton Gebürg.

## Adelsanerkennung
Die Immatrikulation im Königreich Bayern bei der Freiherrnklasse am 29. März 1816 für Adam Joseph Maria Valentin Donat Freiherr Heußlein von Eußenheim, vormals fürstbischöflich Würzburger Wirklicher Geheimer Rat und Präsident des Oberen Rats, vormals großherzoglich toskanischer Kämmerer, und seine beiden Schwestern.

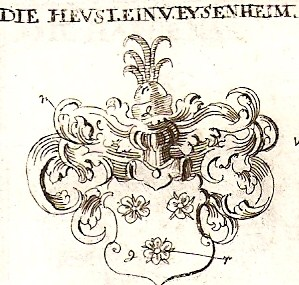
Wappen Heußlein von Eußenheim nach dem Weigelschen Wappenbuch von 1734

## Wappen
In Gold drei (2:1) rote Rosen. Auf dem Helm mit rot-goldenen Decken ein gold-gestulpter roter Turnierhut, besteckt mit fünf schwarzen Hahnenfedern.

## Namensträger
- Adam Joseph Maria Valentin Donat Heußlein von Eußenheim (1755–1830), Domkapitular in Würzburg
- Franz Anton Donat Heußlein von Eußenheim (1742–1805), fränkischer Oberstleutnant und Würzburger Kammerherr
- Karl Anton Franz Donat Heußlein von Eußenheim (1756–1803), fränkischer Rittmeister und Würzburger Kammerherr

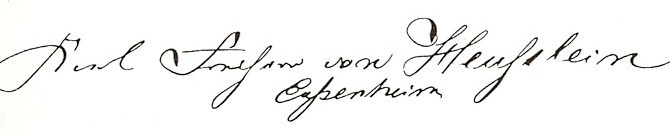
Unterschrift des Carl Leo Freiherr Heußlein von Eußenheim, hier als Freiherr von Heusslein Eußenheim

- Carl Leo Donat Heußlein von Eußenheim (1838–1870), fränkischer Unterleutnant und Letzter seines Geschlechts